# Snake Rattle 'n' Roll
Snake Rattle 'n' Roll é um jogo eletrônico de plataforma desenvolvido pela Rare e publicado pela Nintendo para o Nintendo Entertainment System na América do Norte em julho de 1990 e na Europa em 27 de março de 1991. O jogo apresenta duas cobras, Rattle e Roll, enquanto elas percorrem onze níveis isométricos em 3D. Uma versão para Mega Drive foi lançada pela Sega em junho de 1993 com um nível extra. Snake Rattle 'n' Roll foi desenvolvido pelos membros da Rare Tim Stamper e Mark Betteridge. A trilha sonora foi composta por David Wise e foi inspirada por "Shake, Rattle and Roll" e outras canções da década de 1950.
O objetivo do jogo é navegar pelos obstáculos em cada nível e comer "Nibbley Pibbleys" suficientes para tocar um sino de pesagem localizado no nível, o que permitirá que as cobras saiam. O jogo pode ser jogado por um único jogador ou por dois jogadores simultaneamente. Snake Rattle 'n' Roll foi eleito um dos melhores jogos lançados no NES e um dos melhores lançados pela Rare. O jogo está incluído na compilação de 2015 da Rare para Xbox One Rare Replay. Uma sequência, intitulada Sneaky Snakes, foi lançada  pela Tradewest em 1991 para o Game Boy.

## Jogabilidade

Snake Rattle 'n' Roll apresenta um campo de jogo 3D isométrico no qual as cobras devem evitar obstáculos, coletar itens e comer "Nibbley Pibbleys".

Snake Rattle 'n' Roll apresenta duas cobras (Rattle e Roll) percorrendo 11 níveis isométricos. O objetivo em cada nível é comer "Nibbley Pibbleys" suficientes — pequenas criaturas redondas encontradas em cada nível - para ganhar peso suficiente para tocar um sino no topo de uma máquina de pesagem localizada no final do nível; isso fará com que uma porta para o próximo nível se abra. Os jogadores manobram suas cobras ao longo do nível e são capazes de pegar Nibbley Pibbleys chicoteando sua língua, que também pode ser usada para atacar inimigos. O comprimento das cobras aumenta quando elas comem; as cobras crescem mais rapidamente quando comem Nibbley Pibbleys de sua própria cor, e crescem mais quando comem os amarelos. Localizados em cada nível estão distribuidores que vomitam Nibbley Pibbleys aleatoriamente; no entanto, eles também lançam bombas que podem danificar as cobras. Quando uma cobra atinge um comprimento longo o suficiente, a cauda começa a piscar, o que significa que a cobra é pesada o suficiente para sair daquele nível. Nesse ponto, eles devem encontrar a balança e pular na mesma para tocar a campainha e abrir a porta de saída.
Cada nível contém vários obstáculos e inimigos. Os jogadores perdem um segmento da sua cobra se forem atingidos por um inimigo e perdem uma vida se sua cobra ficar sem segmentos. Os jogadores também podem perder uma vida se suas cobras caírem muito, se o tempo acabar, se as suas cobras tocarem em um objeto pontiagudo ou se forem esmagadas por um objeto vindo de cima. Além disso, se eles permanecerem em alguns corpos d'água por muito tempo, um tubarão os atacará. O jogo termina quando os jogadores perdem todas as suas vidas, mas tem vários continues nos quais é possível reiniciar o jogo de onde pararam. Os jogadores podem derrotar os inimigos acertando-os com a língua ou pulando sobre eles. Também podem coletar vários itens para ajudá-los durante o jogo, como itens que aumentam o comprimento das línguas das cobras, fornecem vidas extras e continues, adicionam bônus de tempo, concedem diamantes de invisibilidade, aceleram as cobras ou invertem seus controles direcionais. Localizadas ao longo do jogo estão "tampas" (na forma de tampas de bueiro) que os jogadores podem abrir para descobrir Nibbly Pibbleys, itens e vidas extras, entradas para níveis bônus e, às vezes, inimigos. Também localizados no jogo estão portais ocultos que permitem aos jogadores pular vários níveis e reiniciar em um ponto posterior do jogo.

## Desenvolvimento
Snake Rattle 'n' Roll foi desenvolvido principalmente pelos funcionários da Rare Tim Stamper e Mark Betteridge. Tal como acontece com outros jogos NES da Rare, foi produzido executivamente por Howard Phillips, que logo deixou a Nintendo em 1991. Stamper trabalhou nos gráficos e conceitos do jogo, enquanto Betteridge trabalhou no próprio programa do jogo. A maioria das ideias por trás do jogo veio de Betteridge, que se desafiou a obter o menor tamanho de arquivo possível para um jogo de NES. De acordo com o membro da Rare Brendan Gunn, a Betteridge descobriu como desenvolver fundos baratos que ocupavam pouco espaço. Depois de pensar sobre o que e como mover objetos nesses fundos, ele teve a ideia de uma cobra. Muito do jogo derivou de outro jogo eletrônico isométrico Marble Madness, do qual a Rare publicou a versão para NES em 1989. Eles também usaram o mesmo tipo de rolagem de alta velocidade que foi usado no porte de NES de Marble Madness que, de acordo com uma visão geral da Nintendo Power da Rare, "muitos disseram que não poderia ser feito no NES". O futuro diretor de criação da Rare, Gregg Mayles, começou na compania testando Snake Rattle 'n' Roll. Ele se lembra de ter ficado impressionado com o desenvolvimento dos controles da Betteridge, que ele disse "ter uma boa resposta".
A trilha sonora do jogo, consistindo predominantemente em melodias de doze compassos no estilo rock 'n' roll inicial da música "Shake, Rattle and Roll" de 1954, cujo nome é parodiado no título do jogo, foi composta por David Wise. Ele também compôs músicas para as séries Wizards & Warriors, Battletoads e Donkey Kong Country. De acordo com o site GamesRadar, as composições do jogo giram em torno dos anos 1950 e são "oldies tão antigos que nem tocam mais no rádio". Um efeito sonoro, tocado quando uma cobra pousa na água e é perseguida por um tubarão até retornar à terra, cita o tema de duas notas de John Williams no filme Tubarão, de 1975.
Foi publicado pela primeira vez pela Nintendo e lançado para o Nintendo Entertainment System na América do Norte em julho de 1990 e na Europa em 27 de março de 1991. A Rare posteriormente transferiu o jogo para o Mega Drive, uma versão que foi lançada apenas na Europa pela Sega em 1993; esta transferência apresenta um nível final adicional além dos 11 níveis da versão de NES.[carece de fontes?] Nessa versão, as cobras chegam ao espaço, mas um meteorito colide com sua nave, fazendo com que caiam em outro planetoide, que está no 12º nível. Após completar o nível, o final mostra as cobras em uma nova nave que está voltando para casa. Embora este jogo nunca tenha sido lançado para o Game Boy, no nível 7 da versão de NES, a paisagem mostra "NINTENDO GAME BOY". A versão da Sega soletra "SNAKES R + R GO SEGA" no mesmo lugar.

## Recepção
Snake Rattle 'n' Roll recebeu a primeira cobertura em janeiro de 1990 na revista Nintendo Power. A prévia dizia que o jogo "desafia qualquer descrição" e que atrairia pessoas que gostaram de jogos como Q*bert e Adventures of Lolo. O jogo foi destaque na edição de setembro-outubro de 1990 da revista, que apresentou um passo a passo dos três primeiros níveis do jogo.  Também foi destaque na revista britânica Mean Machines, onde recebeu muitos elogios dos editores Matt Regan e Julian Rignall. Regan elogiou o ambiente 3D do jogo, a jogabilidade divertida e o nível de humor, conforme notado pelos objetos estranhos, como assentos de banheiro. Rignall chamou os gráficos do jogo de "impressionantes, com cenários 3D de perspectiva forçada de rolagem lindamente desenhados e alguns grandes sprites"; ele também elogiou a jogabilidade e os controles simples do jogo, a dificuldade desafiadora e o fator geral de diversão. No geral, eles disseram que Snake Rattle 'n' Roll era "um dos jogos mais originais vistos em anos" e era "um favorito firme aqui nos escritórios da MEAN MACHINES".
O jogo recebeu mais críticas e elogios em outras revistas de jogos eletrônicos em 1991. A revista alemã Video Games chamou Snake Rattle 'n' Roll de "um jogo singular e original" que inclui gráficos de alta qualidade. O crítico elogiou as animações nos personagens, especialmente depois que as cobras comeram Nibbly Pibbleys, e ele gostou do modo para dois jogadores simultâneos; no entanto, ele disse que faltava variedade ao jogo, embora a jogabilidade e o desafio permanecessem consistentes ao longo do jogo.  Outra revista alemã, Power Play, deu uma análise semelhante e comparou o jogo ao Rare RC Pro-Am de 1988 em jogabilidade. A revista estadunidense de jogos eletrônicos Game Players concedeu a Snake Rattle 'n' Roll o "Prêmio de Excelência em NES da Game Player" em 1990 como um dos melhores jogos lançados para o NES naquele ano.
A Nintendo Power analisou Snake Rattle 'n' Roll como parte de uma visão geral dos jogos de NES que a revista descobriu que foram esquecidos ou não venderam bem. A principal crítica era que os personagens principais não eram reconhecíveis por ninguém, o que tornava o jogo uma falta de visibilidade entre os consumidores. Caso contrário, eles elogiaram o jogo por seus controles precisos e por sua mistura de quebra-cabeças e elementos de ação.
Snake Rattle 'n' Roll recebeu cobertura retrospectiva anos após seu lançamento. IGN classificou o jogo em 32 em sua lista "Top 100 NES Games", chamando-o de "outro dos excelentes esforços pré-segunda parte da Rare no NES", bem como "Marble Madness transformou-se em um jogo de plataformas". O editor executivo Craig Harris também observou o alto nível de dificuldade do jogo e sua excelente trilha sonora. A revista britânica Retro Gamer analisou o jogo na edição de agosto de 2006, chamando-o de um dos melhores jogos isométricos do NES e "um jogo essencial do NES". Os dois personagens-título do jogo foram nomeados "Herói do Mês" na edição de fevereiro de 2007. Em uma retrospectiva do 25º aniversário da Rare na edição de dezembro de 2010, a mesma revista chamou o jogo de "um excelente jogo de plataformas" e foi um dos jogos que eles gostariam que fosse lançado no Kinect; a revista teve um vislumbre de um protótipo do Marble Madness no Kinect e queria ver o esquema de controle daquele jogo implementado em uma nova versão do Snake Rattle 'n' Roll. O jogo também ficou em 23º lugar em uma enquete entre os leitores dos 25 jogos mais populares da Rare. A revista britânica Retro Gamer cobriu Snake Rattle 'n' Roll como parte de sua retrospectiva sobre jogos eletrônicos isométricos, dizendo que o jogo "mesclou de maneira brilhante a natureza excêntrica de jogos como Head Over Heels com títulos populares de ação/quebra-cabeças isométricos baseados em movimento como Marble Madness e Spindizzy". Ele também foi abordado no livro GamesTM onde foi aclamado como um dos jogos mais desconhecidos na biblioteca de NES. A retrospectiva elogiou muito seus visuais e paisagens, além de ter um "humor peculiar" e um "charme único". Ele concluiu dizendo que Snake Rattle 'n' Roll se destaca de outros jogos do NES, assim como outros jogos Rare, como Cobra Triangle e RC Pro-Am.
Snake Rattle 'n' Roll, junto com vários outros jogos da Rare, aparecem na compilação Rare Replay para Xbox One.

## Legado

Em Sneaky Snakes, os jogadores controlam uma cobra na visão lateral, em oposição à visão isométrica do jogo original. Visíveis nesta imagem estão um machado que aparece quando o jogador fica sem tempo, bem como a escala encontrada no final do nível. Um "nibbley pibbley" é visível na parte inferior da tela.

No final de Snake Rattle 'n' Roll, o jogo sugere uma sequência intitulada Snakes in Space, mas o jogo nunca foi lançado. No entanto, a Rare desenvolveu uma sequência para o Game Boy intitulada Sneaky Snakes; o jogo foi publicado pela Tradewest em junho de 1991.[carece de fontes?] O jogo apresenta duas cobras chamadas Genghis e Atilla que devem salvar Sonia Snake de Nibbler Nasty. Tem jogabilidade idêntica a Snake Rattle 'n' Roll, mas em um modo de plataforma 2D rolagem lateral em vez do modo 3D isométrico. Sneaky Snakes recebeu classificações medíocres da Electronic Gaming Monthly na edição de julho de 1991. O revisor Steve Harris criticou o jogo por seus controles desajeitados, falta de originalidade e um "efeito de gravidade zero" durante os saltos. Ed Semrad disse que o jogo envelheceu após os primeiros níveis, e Martin Alessi disse que embora seja uma ideia original, da mesma forma repetiu a crítica do revisor anterior sobre a repetitividade do jogo. O revisor "Sushi-X" chamou o jogo de "médio" e disse: “Falta o resto das características positivas que realmente avaliam um jogo excepcional”.